# Dommartin (Ródano)
Dommartin es una comuna francesa situada en el departamento de Ródano, de la región de Auvernia-Ródano-Alpes. Pertenece a la comunidad de comunas del Pays de L'Arbresle.

## Geografía
Está situada a 10 kilómetros en el noroeste de Lyon.

## Demografía
| 463 | 506 | 1 142 | 1 451 | 1 616 | 2 288 | 2 622 | 2 637 |
| Para los censos de 1962 a 1999 la población legal corresponde a la población sin duplicidades (Fuente: INSEE [Consultar]) |     |       |       |       |       |       |       |